# クロエ・ケリー
クロエ・マギー・ケリー（英語: Chloe Maggie Kelly、1998年1月15日 - ）は、イングランド・ロンドン出身のプロサッカー選手。アーセナル所属。イングランド代表。ポジションはフォワード。エヴァートンとマンチェスター・シティでプレーした経験を持ち、各世代カテゴリーのイングランド代表選手にも選出されている。
UEFA女子ユーロ2022決勝戦で途中交代で出場。勝ち越しゴールを決め、イングランド初の優勝トロフィーを手にした。

## クラブ経歴

### アーセナル
2015年7月23日、17歳でコンチネンタルカップのワトフォード戦でアーセナルのトップチームとしてフルデビューし、試合開始わずか22分で初ゴールを決めた。
2016年2月、初のシニア契約を結んだ。6月25日にサンダーランドに5-1で勝利したチームの試合に1回出場した後、FA WSL 2のエヴァートンにレンタルされた。
同年10月にアーセナルに復帰した後、2016年のFA WSLシーズンにもアーセナルで3試合に出場した。
2017年2月、アーセナルと新しい契約を結んだ。7月にエヴァートンにレンタルされるまで、同クラブで9試合に先発出場し、2ゴールを記録した。

#### エヴァートン（期限付き移籍）
2016年6月、トップチームの経験を積むために、FA WSL 2のエヴァートンに3ヶ月のレンタルで加入した。トフィーズでは4試合に出場し、2ゴールを記録した。
2017年7月、2度目のレンタルで昇格したばかりのFA WSL 1のエヴァートンに戻った。エヴァートンで4試合に出場し、2017年の残り数ヶ月で2ゴールを記録した。WSLカップでは、2017年11月16日のオックスフォード・ユナイテッド戦で、シニア初のハットトリックを達成し、4-0で勝利した。

### エヴァートン
2018年1月、アーセナルのチームメイトであるテイラー・ハインズとともに、2020年夏までの契約でエヴァートンに期限付き移籍した。2017-18 FA WSLシーズンにエヴァートンで合計15試合に出場して2ゴールを決めた。エヴァートンは4勝12敗2分けの成績で9位で終了した。2018-19 FA WSLシーズンは11試合に出場し、シーズンを通して足首を痛めてプレーしていたにもかかわらず、チームがブライトン＆ホーヴ・アルビオンと3-3で引き分けた際にゴールを決めた。エヴァートンは10位でシーズンを終えた。
足首の手術を受けた後、2019年はキャリアの転機が訪れた。彼女は2019-20 FA WSLシーズン中にエヴァートンの12試合で9ゴールを決め、クラブが6位まで順位を上げることに貢献した。彼女はリーグで4番目に高い得点者であり、エヴァートンのトップゴールスコアラーだった。チームのシーズン2試合目では、チームを2-0の勝利に導くゴールを決めた。彼女は9月のリーグ月間最優秀選手に選ばれ、10月の最優秀選手の候補にもなった。2020年1月、レディング戦でハットトリックを達成し、エヴァートンを3-1で勝利に導いた。エヴァートンの選手によるハットトリックは2013年以来であった。
2020年6月、エヴァートンとの新しい契約を結ばず、退団した。

### マンチェスター・シティ
2020年7月3日、マンチェスター・シティと2年契約を結んだことが発表された。同年9月、彼女はPFA WSL Team of the Yearに選ばれた。10月4日、トッテナム・ホットスパー戦で3点を決め、チームを4-1で勝利へ導いた。数日後のチェルシー戦で3-1で敗北した際、73分にはPKで試合唯一の得点を決めた。
2021年5月2日のバーミンガム・シティ戦の試合中に前十字靭帯を損傷した。
2022年2月10日、2025年夏まで契約を延長することが発表された。

#### アーセナル（期限付き移籍）
2025年1月30日、シーズン終了までアーセナルへ期限付き移籍することが発表された。

### アーセナル
契約満了に伴いマンチェスター・シティを退団。2025年7月2日、アーセナルへ完全移籍することが発表された。

## 代表歴
イングランドのA代表だけでなく、17歳以下、20歳以下など、数多くのユース代表を経験している。

### ユース
2014年、イングランドで開催された2014 UEFA女子選手権に出場した。2015年11月、 イタリア戦で同点ゴールを決め、試合を引き分けに持ち込んだ。
2018年8月、2018 FIFA U-20女子ワールドカップで銅メダルを獲得したU-20イングランド代表の一員となった。

### シニア
2018年11月、ウィーンで行われたオーストリアとの親善試合に交代要員として出場、シニア代表デビューを果たした。
2022年6月にイングランドが主催するUEFA女子ユーロ2022のイングランド代表に選ばれた。同年7月31日、ドイツとの決勝戦で途中から出場し、110分に勝ち越しゴールを決め、延長戦でイングランドの優勝を決めた。

## 人物
- 2024年7月、エヴァートン在籍中に知り合った男性と結婚した[34]。

## 個人成績

### クラブ
2024年8月9日現在
| クラブ                 | シーズン | リーグ       | リーグ | リーグ | 国内カップ | 国内カップ | リーグカップ | リーグカップ | 欧州 | 欧州 | 合計 | 合計 |
| クラブ                 | シーズン | ディビジョン | 出場   | 得点   | 出場       | 得点       | 出場         | 得点         | 出場 | 得点 | 出場 | 得点 |
| ---------------------- | -------- | ------------ | ------ | ------ | ---------- | ---------- | ------------ | ------------ | ---- | ---- | ---- | ---- |
| アーセナル             | 2015     | WSL 1        | 2      | 0      | 0          | 0          | 3            | 2            | —    | —    | 5    | 2    |
| アーセナル             | 2016     | WSL 1        | 4      | 1      | 0          | 0          | 0            | 0            | —    | —    | 4    | 1    |
| アーセナル             | 2017     | WSL 1        | 7      | 2      | 0          | 0          | —            | —            | —    | —    | 7    | 2    |
| アーセナル             | 通算     | 通算         | 13     | 3      | 0          | 0          | 3            | 2            | 0    | 0    | 16   | 5    |
| エヴァートン (loan)    | 2016     | WSL 2        | 8      | 3      | 0          | 0          | 1            | 0            | —    | —    | 9    | 3    |
| エヴァートン (loan)    | 2017–18  | WSL 1        | 5      | 2      | 0          | 0          | 5            | 5            | —    | —    | 10   | 7    |
| エヴァートン           | 2017–18  | FA WSL       | 10     | 1      | 0          | 0          | 0            | 0            | —    | —    | 10   | 1    |
| エヴァートン           | 2018–19  | FA WSL       | 11     | 1      | 0          | 0          | 3            | 0            | —    | —    | 14   | 1    |
| エヴァートン           | 2019–20  | FA WSL       | 11     | 9      | 2          | 0          | 4            | 0            | —    | —    | 17   | 9    |
| エヴァートン           | 通算     | 通算         | 45     | 16     | 2          | 0          | 13           | 5            | 0    | 0    | 60   | 21   |
| マンチェスター・シティ | 2020–21  | FA WSL       | 21     | 10     | 2          | 2          | 1            | 1            | 6    | 0    | 30   | 13   |
| マンチェスター・シティ | 2021–22  | FA WSL       | 5      | 1      | 2          | 1          | 0            | 0            | —    | —    | 7    | 2    |
| マンチェスター・シティ | 2022–23  | WSL          | 22     | 5      | 3          | 1          | 3            | 0            | 2    | 0    | 30   | 6    |
| マンチェスター・シティ | 2023–24  | WSL          | 21     | 5      | 3          | 0          | 6            | 3            | —    | —    | 30   | 8    |
| マンチェスター・シティ | 通算     | 通算         | 69     | 21     | 10         | 4          | 10           | 4            | 8    | 0    | 97   | 29   |
| 総通算                 | 総通算   | 総通算       | 127    | 40     | 12         | 4          | 26           | 11           | 8    | 0    | 173  | 55   |

1. ↑  FA女子カップを含む
2. ↑  FA女子リーグカップを含む
3. ↑  UEFA女子チャンピオンズリーグを含む

### 代表
2024年7月16日現在
| イングランド代表 | 国際Aマッチ | 国際Aマッチ |
| 年               | 出場        | 得点        |
| ---------------- | ----------- | ----------- |
| 2018             | 1           | 0           |
| 2019             | 0           | 0           |
| 2020             | 3           | 0           |
| 2021             | 3           | 0           |
| 2022             | 13          | 3           |
| 2023             | 18          | 4           |
| 2024             | 7           | 0           |
| 通算             | 45          | 7           |

#### ゴール
スコアと結果は、イングランドのゴール数を最初に表示し、スコア欄はケリーのゴール後のスコアを表示する。
| # | 開催日         | 開催地                                       | 対戦国         | スコア | 結果       | 大会                             |
| - | -------------- | -------------------------------------------- | -------------- | ------ | ---------- | -------------------------------- |
| 1 | 2022年6月16日  | ウルヴァーハンプトン、モリニュー・スタジアム | ベルギー       | 1–0    | 3–0        | 国際親善試合                     |
| 2 | 2022年7月31日  | ロンドン、ウェンブリー・スタジアム           | ドイツ         | 2–1    | 2–1 (延長) | UEFA女子ユーロ2022               |
| 3 | 2022年11月11日 | ムルシア、ピナタル・アリーナ                 | 日本           | 2–0    | 4–0        | 国際親善試合                     |
| 4 | 2023年2月16日  | ミルトン・キーンズ、スタジアム MK            | 韓国           | 2–0    | 4–0        | 2023アーノルド・クラーク・カップ |
| 5 | 2023年2月22日  | ブリストル、アシュトン・ゲート・スタジアム   | ベルギー       | 1–0    | 6–1        | 2023アーノルド・クラーク・カップ |
| 6 | 2023年2月22日  | ブリストル、アシュトン・ゲート・スタジアム   | ベルギー       | 3–0    | 6–1        | 2023アーノルド・クラーク・カップ |
| 7 | 2023年8月1日   | アデレード、ハインドマーシュ・スタジアム     | 中華人民共和国 | 5–1    | 6–1        | 2023 FIFA女子ワールドカップ      |

## タイトル

### クラブ
- マンチェスター・シティ
  - 女子FAカップ: 1回 (2019-20[35])
  - FA女子リーグカップ: 1回 (2021-22)

### 代表
- U-20イングランド
  - FIFA U-20女子ワールドカップ 3位: 2018[36]

- イングランド
  - UEFA欧州女子選手権: 1回 (2022[37])
  - 女子フィナリッシマ: 1回 (2023[38])
  - アーノルド・クラーク・カップ（英語版）: 1回 (2023[39])

### 個人
- PFA年間ベストイレブン: 2回 (2019-20[40]、2020-21[41])
- FA WSL月間最優秀選手: 1回 (2019年9月)
- アーノルド・クラーク・カップ得点王: 1回 (2023[42])